# Ligne de Chartres à Bordeaux-Saint-Jean
La ligne de Chartres à Bordeaux-Saint-Jean est une ligne ferroviaire française formée de différents tronçons concédés à l'origine à des compagnies privées, puis repris par l'administration des chemins de fer de l'État avant d'intégrer la SNCF en 1938. Elle porte le numéro 500 000 du réseau ferré national.
Exemple rare d'une artère radiale partiellement déclassée et oubliée, elle est à l'heure actuelle active principalement sur le tronçon de Saintes à Bordeaux par Jonzac, connecté à la ligne de Nantes à Saintes par La Rochelle et Rochefort.

## Création et mise en service des différents tronçons
La ligne de Chartres à Bordeaux-Saint-Jean a une genèse complexe car constituée par le reclassement et la mise bout à bout de plusieurs lignes concédées à diverses compagnies, parfois à titre d'intérêt général, mais souvent à titre d'intérêt local. Les difficultés financières de ces compagnies ont conduit à leur rachat par l'État qui en a finalement confié l'exploitation à son administration.

### De Chartres à Brou
Cette section provient d'une ligne de Chartres à Brou concédée par une convention signée le 20 mai 1870 entre le Conseil général d'Eure-et-Loir et la Compagnie du chemin de fer d'Orléans à Rouen. Elle est déclarée d'utilité publique, à titre d'intérêt local, par un arrêté du 31 juillet 1871. Elle est mise en service par la compagnie le 7 mai 1876.
Elle est incorporée au réseau d’intérêt général par une loi du 18 mai 1878. Celle-ci approuve la convention signée le 12 juin 1877 entre le syndic de faillite de la Compagnie du chemin de fer d'Orléans à Rouen et le ministre des Travaux publics pour le rachat de la ligne de Chartres à Courtalain, via Brou, par l'État.

### De Brou à Bessé-sur-Braye
La section de Brou à Bessé-sur-Braye, est une partie d'un itinéraire de Brou à Saint-Calais, concédée par une convention signée le 10 novembre 1871 entre le Conseil général de Loir-et-Cher et la Compagnie du chemin de fer d'Orléans à Rouen. Cette ligne est déclarée d'utilité publique, à titre d'intérêt local, par décret le 19 avril 1872.
Elle est incorporée au réseau d’intérêt général par la loi du 18 mai 1878, qui approuve également la convention signée le 12 juin 1877 entre le syndic de faillite de la Compagnie du chemin de fer d'Orléans à Rouen et le ministre des Travaux publics pour le rachat de la ligne de Chartres à Courtalain par l'État (qui inclut le tronçon de Brou à Courtalain).
Le tronçon de Brou à Courtalain est mis en service, par l'État, le 2 avril 1883 et le tronçon suivant de Courtalain à Bessé-sur-Braye est mis en service, également par l'État, le 23 mai 1885.

### De Bessé-sur-Braye à Château-du-Loir
La section de Bessé-sur-Braye à Château-du-Loir est concédée par une convention signée le 21 avril 1872 entre le Conseil général de la Sarthe et la Compagnie du chemin de fer de Paris à Orléans (PO). Cette ligne est déclarée d'utilité publique, à titre d'intérêt local, par décret 11 avril 1874. Elle est mise en service par le PO, le 31 mars 1879.
La déclaration d'utilité publique, devient à titre d'intérêt général, par une loi du 15 mars 1881. Puis, cette section, partie d'une ligne de « Château-du-Loir à Saint-Calais », est reprise par l'État au PO par une convention signée entre le ministre des Travaux publics et la compagnie le 28 juin 1883. Cette convention est approuvée par une loi du 20 novembre suivant.

### De Château-du-Loir à Saumur
La section de Château-du-Loir à Saumur est déclarée d'utilité publique par une loi le 21 mars 1881. L'ingénieur des Ponts et Chaussées Albert de Préaudeau est chargé des études et travaux de cette ligne. Non concédée, cette section est mise en service par l'État le 11 juillet 1886.

### De Saumur à Montreuil-Bellay
La section de Saumur à Montreuil-Bellay, partie d'un itinéraire de Saumur à Poitiers, est concédée par une convention signée le 15 mars 1870 entre le Conseil général du Maine-et-Loire et la Compagnie du chemin de fer d'intérêt local de Saumur à Poitiers. Cette ligne est déclarée d'utilité publique, à titre d'intérêt local, par un décret du 1er mars 1872. Elle est mise en service par la compagnie le 30 janvier 1876.
Elle est incorporée au réseau d’intérêt général par la loi du 18 mai 1878 qui approuve également la convention signée le 31 mars 1877 entre le ministre des Travaux publics et la Compagnie du chemin de fer de Poitiers à Saumur pour le rachat par l'État de la ligne de Neuville à Saumur (qui comprend ce tronçon Saumur - Montreuil-Bellay).

### De Montreuil-Bellay à Niort
La section de Montreuil-Bellay à Niort est déclarée d'utilité publique, à titre d'intérêt général, par une loi le 7 avril 1879. Elle est ouverte le 23 octobre 1882.
La courte section de Montreuil-Bellay à la limite du département des Deux-Sèvres avait été concédée antérieurement par une convention signée le 25 mai 1873 entre le Conseil général du Maine-et-Loire au Marquis de Contades. Cette convention avait été approuvée par un décret le 28 octobre suivant, mais ce décret ne déclarait pas l'utilité publique de ce tronçon qui n'a donc pas été construit.

### De Niort a Saint-Jean-d'Angély
La section de Niort à Saint-Jean-d'Angély est déclarée d'utilité publique et concédée à la Compagnie des chemins de fer des Charentes à titre définitif par une loi le 23 mars 1874.
La loi du 18 mai 1878 approuve également la convention signée le 31 mars 1877 entre la Compagnie des chemins de fer des Charentes et le ministre des Travaux publics pour le rachat de son réseau par l'État. Elle est ouverte le 17 octobre 1881.

### De Saint-Jean-d'Angély à Saintes
Le tronçon de Saint-Jean-d'Angély à Saintes, partie d'un itinéraire de Saint-Jean-d'Angély à Saujon, est déclaré d'utilité publique par une loi le 1er avril 1901. Le ministère des travaux publics, autorise le directeur de l'Administration des chemins de fer de l'État à ouvrir au service des trains directs de marchandises la section de Saint-Jean-d'Angély à Saintes le 8 mai 1911 par l'État. Cette section d'une longueur de 25,471 kilomètres comprend, outre les gares d'extrémités, la halte du Moulin-de-la-Laigne, la station d'Asnières-la-Giraud, la station de Saint-Hilaire - Brizambourg, la station du Douhet - Écoyeux, et la halte de Fontcouverte.
La loi du 17 juillet 1879 (dite plan Freycinet) portant classement de 181 lignes de chemin de fer dans le réseau des chemins de fer d’intérêt général retient en no 54 une ligne de « Niort à Montreuil-Bellay avec embranchement sur Moncontour », en no 57 une ligne de « Saumur à Château-du-Loir, par ou près Noyant et Château-la-Vallière, avec raccordement de Savigny à la ligne de Château-du-Loir à Saint-Calais » et en no 85, une ligne de « Bordeaux (gare spéciale) à ou près Cavignac (Gironde) ».

### De Saintes à Cavignac
La section de Saintes à Cavignac, partie d'un itinéraire de Saintes à Coutras, est déclarée d'utilité publique par un décret impérial le 14 juin 1861. Elle est concédée à Messieurs les fils de Guilhou, qui constitueront la Compagnie des chemins de fer des Charentes, selon les termes d'un décret impérial du 19 avril 1862. L'adjudication est approuvée par décret impérial le 6 juillet 1862.
Une convention signée le 18 juillet 1868 entre le ministre des Travaux publics et la Compagnie des chemins de fer des Charentes accorde la concession à titre éventuel de la ligne « de Blaye à la ligne de Saintes à Coutras, près Mariens ». Cette même convention prévoit la possibilité pour l'État de demander à la compagnie la création d'une ligne « de Saint-Jean-d'Angély à Niort ». Elle est approuvée par décret impérial à la même date.

### De Cavignac à Bordeaux
Le tronçon de Cavignac à Bordeaux est déclaré d'utilité publique par une loi le 3 août 1881.

## Période de l'exploitation par l'État puis par la SNCF

### Ligne de Paris à Chartres par Gallardon
Des express diurnes et nocturnes exploitaient cette ligne avec des voitures directes entre Paris et Les Sables-d'Olonne et de Paris à Royan mais surtout entre Paris et Bordeaux. À cet effet, l'Administration entreprit la construction de la Ligne de Paris à Chartres par Gallardon afin d'être indépendante de la Compagnie de l'Ouest entre Ouest-Ceinture et Chartres. Lorsque survînt la faillite de celle-ci et son intégration dans l'Administration des chemins de fer de l'État, les travaux furent interrompus mais la plateforme conservée permit de réaliser la pénétration urbaine de la LGV Atlantique un demi-siècle plus tard.

### Politique de la SNCF
À la création de la SNCF, il existait ainsi une alternative pour relier Paris à Bordeaux : cette ligne, anciennement des  chemins de fer de l'État, via Chartres et Saumur, desservant peu de villes, et l'autre, anciennement du PO, par Orléans, Tours, Poitiers et Angoulême, électrifiée et bien équipée.
Pour des raisons d'économie, la SNCF privilégia cette dernière et n'utilisa plus la première que pour la desserte régionale. Le trafic de voyageurs est supprimé successivement sur plusieurs sections : de Château-du-Loir à Saumur au 6 avril 1970 ; entre Courtalain et Château-du-Loir au 26 octobre 1971 ; et de Thouars à Parthenay et Niort au 27 septembre 1980.
Cette ligne possédait trois dispositifs de prise d'eau en marche qui permettaient de ravitailler en eau les locomotives à vapeur pendant la marche. Ils étaient implantés aux abords des points kilométriques 110, 220, et 400 sur des sections qui présentaient un palier significatif. Un canal d'une quinzaine de centimètre de haut et d'environ 60 cm de large était implanté dans l'entrevoie sur une longueur de 400 m environ. En passant au-dessus de ce canal, la locomotive, dont la vitesse devait être comprise entre 40 et 80 km/h, abaissait une écope coudée pour puiser l'eau qui était propulsée par la vitesse dans une canalisation reliée au tender. Ce système permettait de gagner quelques minutes sur la totalité du trajet. De tels dispositifs ont existé sur d'autres lignes de l'Ouest, en particulier la ligne de Mantes-la-Jolie à Cherbourg équipée ainsi jusque dans les années 1960.

### Déclassements et fermetures
Deux sections de la ligne sont aujourd'hui déclassées ou fermées :
- de Mondoubleau à Bessé-sur-Braye (PK 163,530 à 183,400), retranchée et déclassée par décret du 20 mars 1995[26] ;
- de Bessé-sur-Braye à Montval-sur-Loir (PK 183,400 à 216,161), fermée le 18 octobre 2020[27].

## Infrastructure

### De Chartres à Courtalain-Saint-Pellerin
Cette voie unique était dans un état problématique et aurait pu voir passer la vitesse des trains de 100 à 40 km/h si des travaux de modernisation des infrastructures ne s'étaient pas réalisés rapidement : les 90 000 passagers annuels auraient alors vu leur parcours rallongé de 45 min.
En 2019, des travaux de modernisation se sont terminés sur la ligne, permettant la conservation d'une vitesse de 100 km/h.

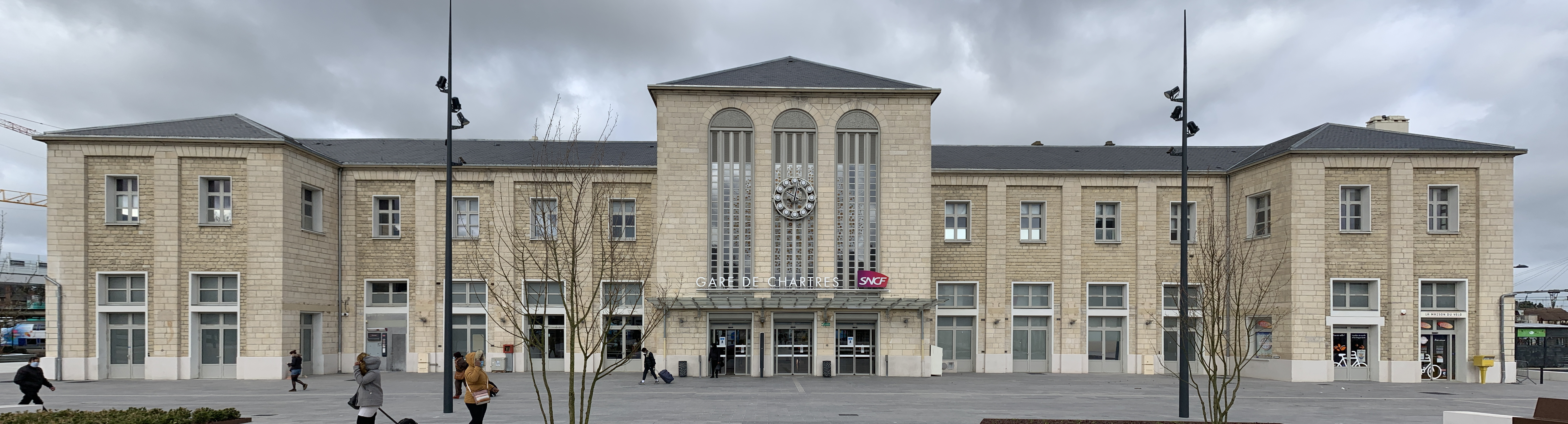
Gare de Chartres.
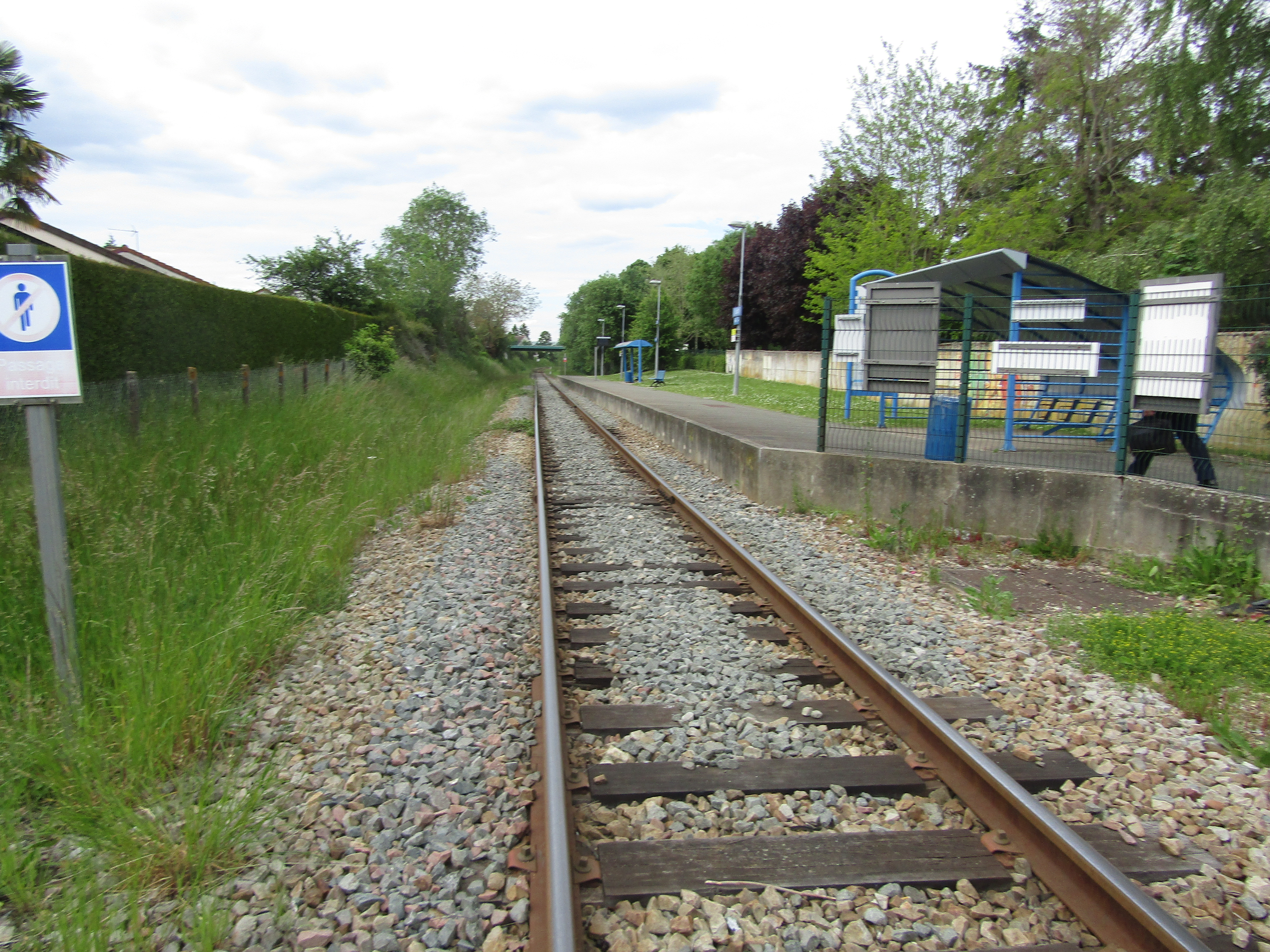
Gare de Lucé.
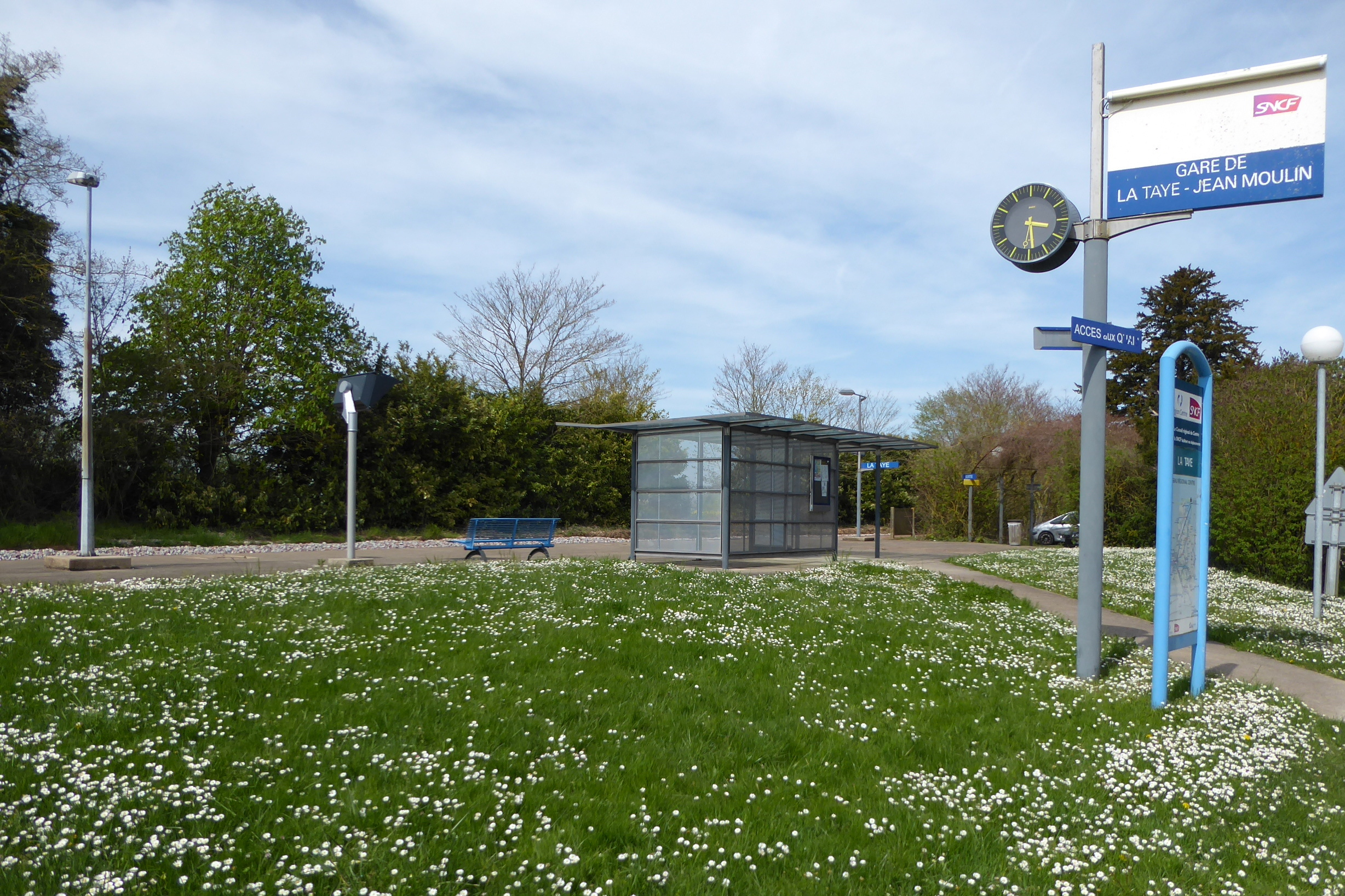
Gare de la Taye-Jean Moulin.
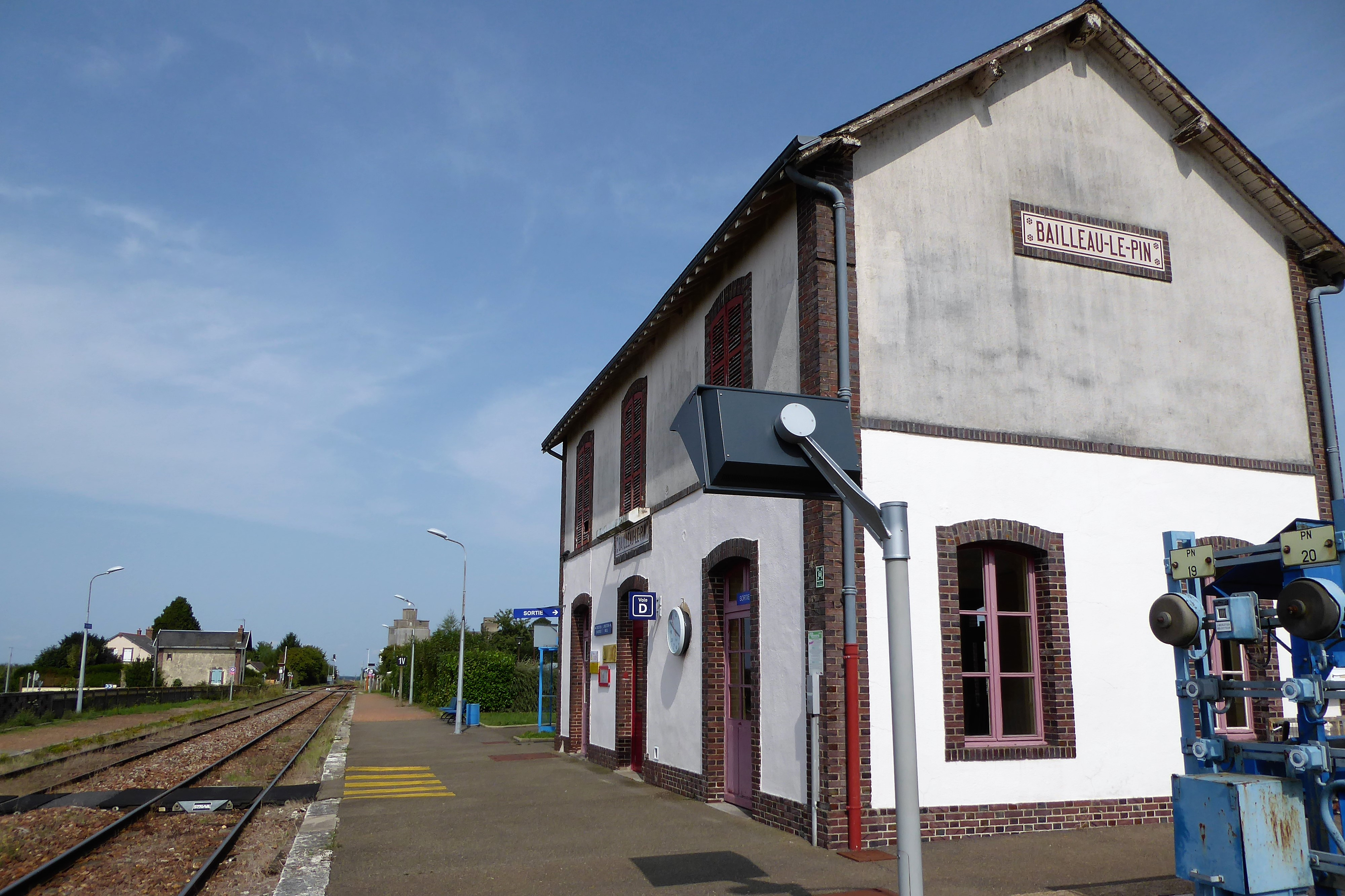
Gare de Bailleau-le-Pin.
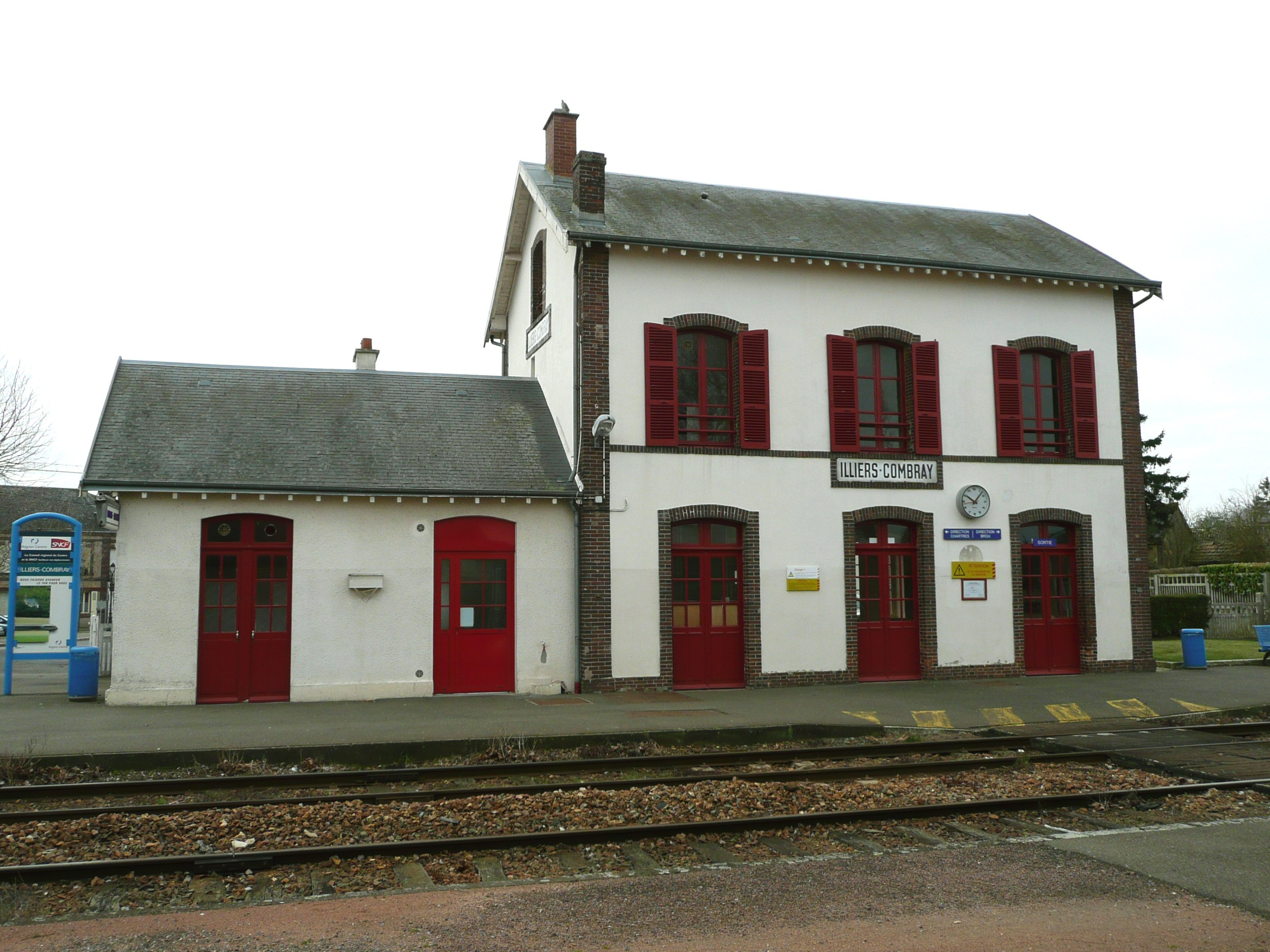
Gare d'Illiers-Combray.
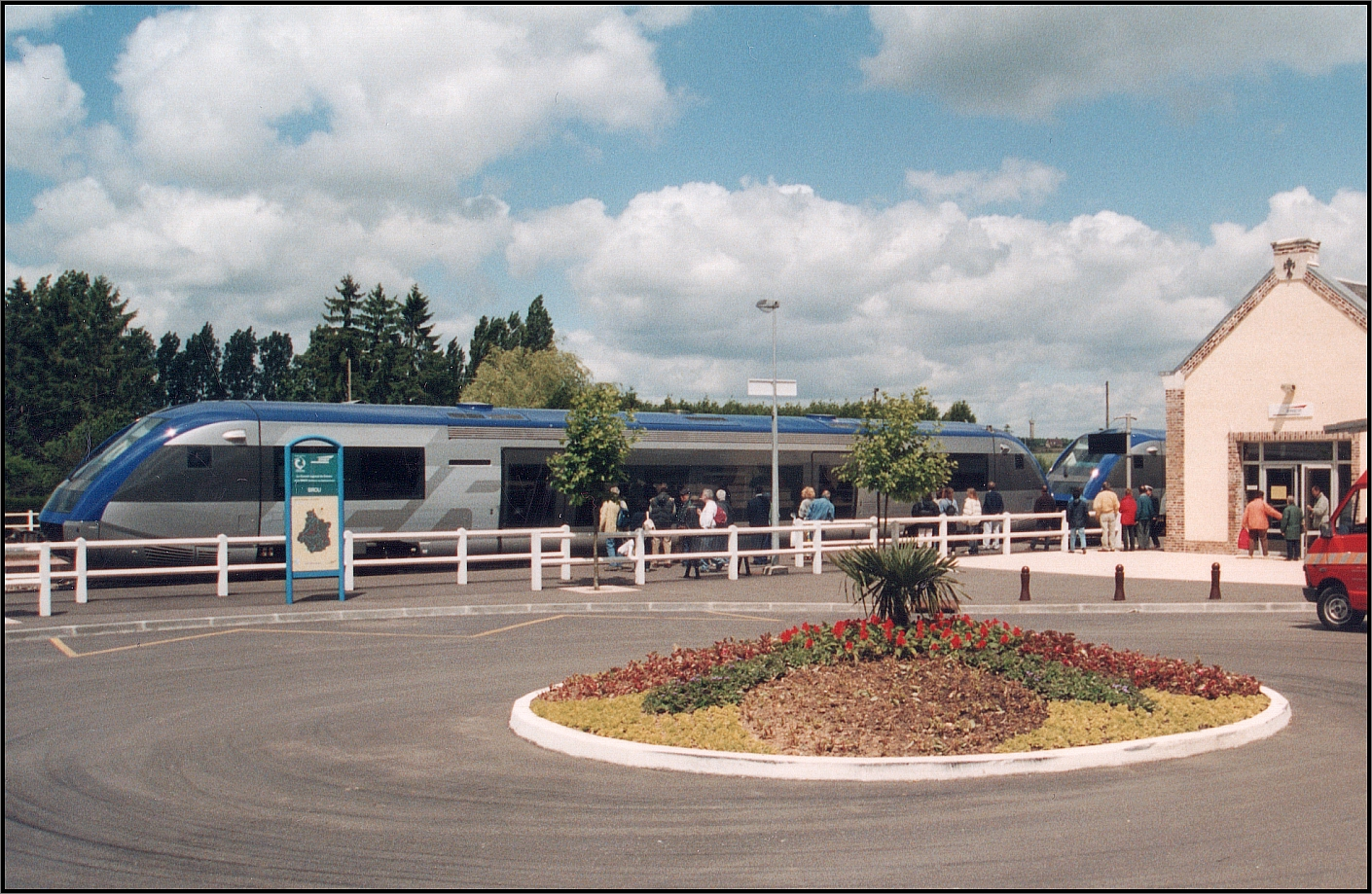
Gare de Brou.
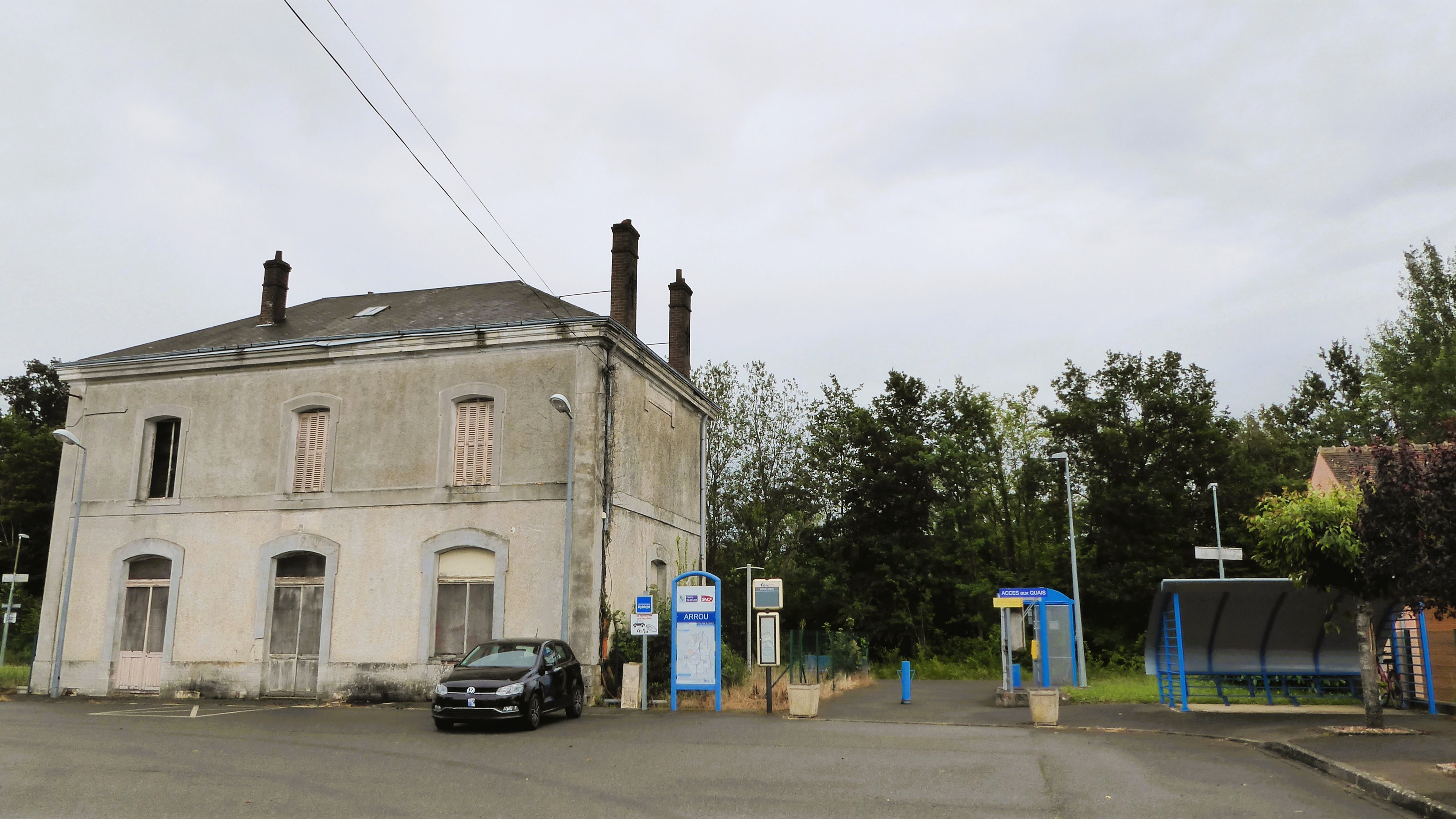
Gare d'Arrou.
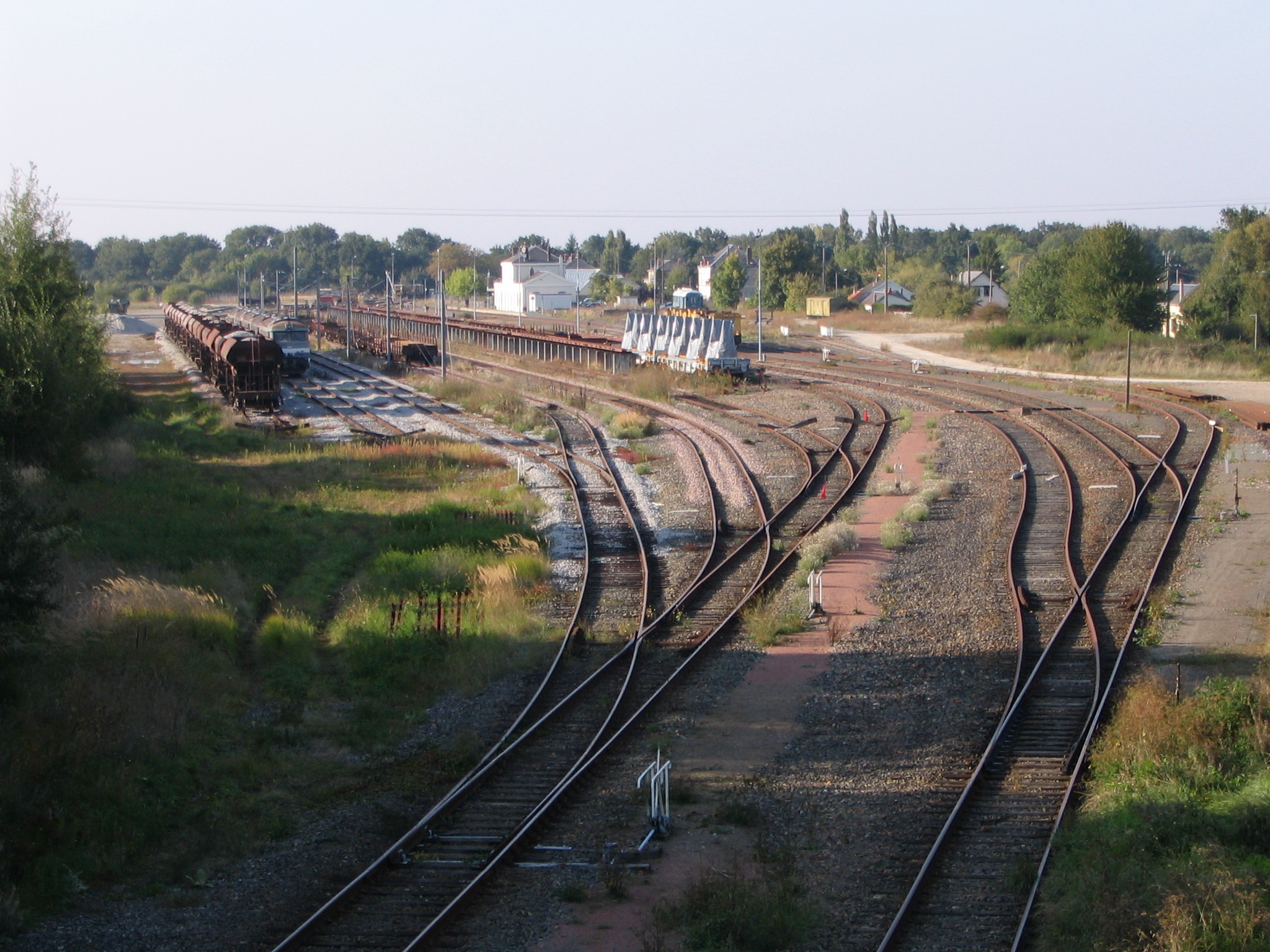
Gare de Courtalain - Saint-Pellerin.

### De Bessé-sur-Braye à Château-du-Loir
Cette section est déferrée en 2021 afin de laisser la place à une voie verte inaugurée le 2 septembre 2022. SNCF Réseau reste propriétaire de la plateforme.

### De Saumur à Thouars
La section de Saumur à Thouars est électrifiée en 25 kV et équipée d'une commande centralisée de voie banalisée en 1982, concomitamment à l'électrification de la ligne de Tours à Saint-Nazaire. Elle constitue le seul accès ferroviaire à Tours depuis Thouars depuis la fermeture de la section Chinon - Thouars de la ligne des Sables-d'Olonne à Tours en 1970.

### De Niort à Bordeaux
La voie est globalement en mauvais état, des risques de fermeture existent. Des ralentissements sont en place sur de nombreuses parties de ces sections, notamment entre Saintes et Saint-Jean-d'Angély (60 km/h au lieu de 100 km/h) ,.
À partir d'octobre 2023 jusqu'à mai 2025, un chantier de modernisation de la section de Niort à Saintes est en cours. Plusieurs entreprises spécialisées sont sur place pour déposer l'ancienne voie, terrassement pour rénover la plate forme, recalibrage des fossés, dépose d'évitements devenus inutiles dans certaines gares, déversements de ballast et pose d'une voie neuve. Les circulations sont interrompues, et les dessertes se font en autocar. D'un montant de 115 millions d'euros, ces travaux permettront de retrouver une vitesse commerciale de 100 km/h sur cette section, et gagner quelques minutes sur l'horaire.

## Trafic

### Voyageurs
L'exploitation en service voyageurs est aujourd'hui limitée à quatre sections non directement reliées entre elles.
Des trains TER Centre-Val de Loire circulent entre la gare de Chartres et la gare de Courtalain - Saint-Pellerin.
Des trains TER Nouvelle-Aquitaine relient la gare de Saumur à la gare de Thouars.
La section de Niort à Saintes est également gérée par la région Nouvelle-Aquitaine et parcourue par des TER de cette région, qui effectuent principalement des relations Niort – Royan en correspondance en gare de Niort avec les TGV en relation avec Paris-Montparnasse.
Enfin, la section de Saintes à Bordeaux est parcourue par des TER Nouvelle-Aquitaine reliant principalement La Rochelle à Bordeaux ou Saint-Mariens - Saint-Yzan et Bordeaux, ainsi que par des trains Intercités reliant Bordeaux à Nantes.

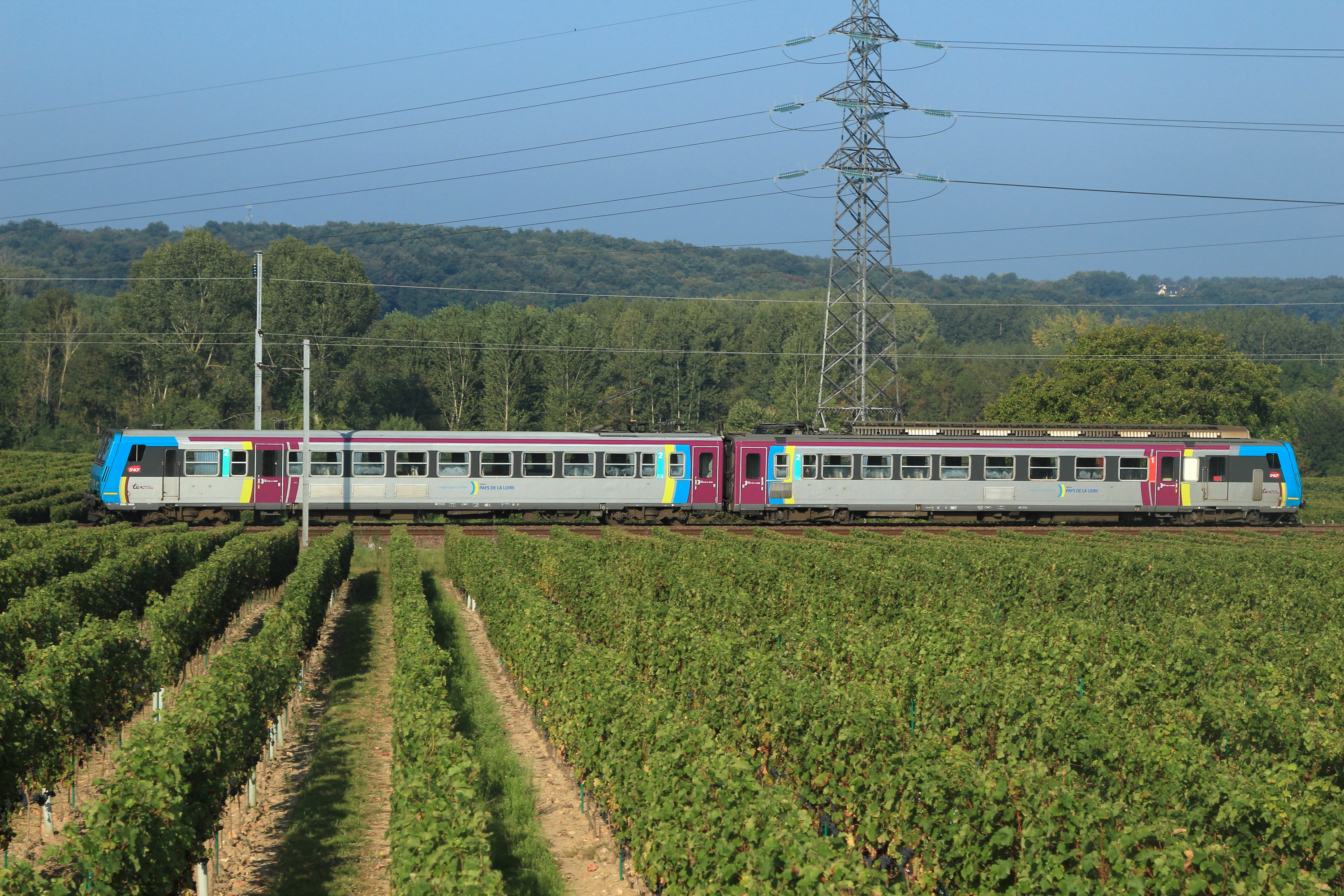
L'automotrice Z 9609 en livrée Pays de la Loire vue dans les vignes de Chacé, sur un TER Thouars – Saumur.

La section de Cenon à Ambarès-et-Lagrave est réhabilitée et électrifiée en 1 500 V avant 1978 pour détournement total des circulations empruntant la ligne de Paris-Austerlitz à Bordeaux-Saint-Jean afin de rénover, à moindres frais, les cinq tunnels de Lormont (avec construction d'un raccordement entre les deux lignes). Utilisée depuis en délestage, cette section est prolongée, en 2017, jusqu'à Bordeaux-Saint-Jean avec suppression de la bifurcation de Saintes située à Cenon. Par contre, les circulations à destination de la LGV Sud Europe Atlantique, le trafic fret local et les TER Bordeaux – Coutras ne peuvent l'emprunter.

### Fret
Le trafic fret est présent sur la totalité des lignes encore ouvertes au service voyageurs.
Certaines autres portions ne sont plus utilisées que par des trains de marchandises comme de Courtalain à Mondoubleau, de Château-du-Loir à Chenu, de Vivy à Saumur et de Thouars à Niort. Sur cette dernière section, trois entreprises sont desservies : Amaltis à Parthenay (engrais, 20 000 tonnes/an), Kléber-Moreau à Mazières-en-Gâtine (carrière, 350 000 tonnes/an), Roy à Saint-Varent et potentiellement Calcia (cimenterie) à Airvault.
La section entre Parthenay et Saint-Varent est cependant fermée depuis décembre 2015,, obligeant le trafic fret de Saint-Varent à faire un détour par Saumur et Tours pour rejoindre Bordeaux.
Au début de l'année 2018, SNCF Réseau envisage de fermer la section Niort – Parthenay en avril 2018,, malgré une convention de financement signée par l'entreprise avec la région Nouvelle-Aquitaine, le département des Deux-Sèvres, l'État, et les trois entreprises desservies pour rénover l'infrastructure pour un montant de 8,5 millions d'euros. Cependant, des travaux d'urgence sont réalisés du 2 avril au 15 juin 2018 afin d'éviter cela (assainissement de la plate-forme à Cherveux) et permettre la réouverture à l'été 2018. Ces travaux d'urgence sont estimés à 1,7 million d'euros. D'autres travaux sont programmés de janvier à avril 2019, avec renouvellement de 19 km de rails et régénération de la voie par l'apport de ballast neuf, permettant la pérennisation en juin 2019 de cette section. La section Parthenay - Saint-Varent est rouverte au trafic fret fin novembre 2023.